# 塔德乌什·克劳斯
塔德乌什·克劳斯（波蘭語：Tadeusz Kraus，1932年10月22日—2018年10月30日），捷克男子足球运动员，司职前锋。他曾代表捷克斯洛伐克国家队参加1954年和1958年国际足联世界杯，两届比赛均止步小组赛阶段。